# Oktaederzahl

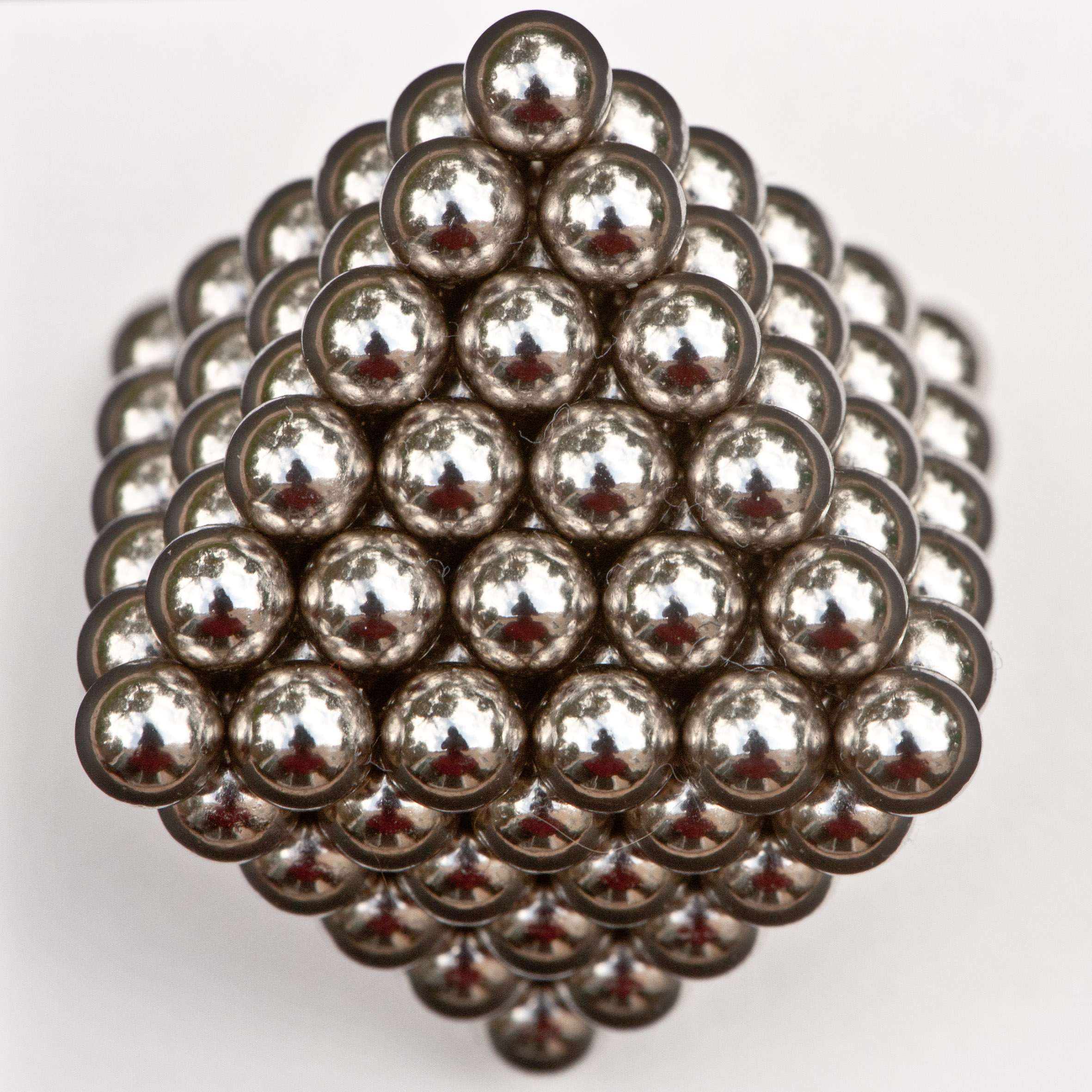
146 magnetische Kugeln, in Form eines Oktaeders angeordnet

Eine Oktaederzahl ist eine Zahl, die sich nach der Formel
{\displaystyle {n(2n^{2}+1) \over 3}}
aus einer natürlichen Zahl {\displaystyle n} berechnen lässt.
Die ersten Oktaederzahlen sind
0, 1, 6, 19, 44, 85, 146, 231, 344, 489, 670, 891, … (Folge A005900 in OEIS)
Bei einigen Autoren ist die Null keine Oktaederzahl, sodass die Zahlenfolge erst mit der Eins beginnt.
Der Name Oktaederzahl leitet sich aus einer geometrischen Eigenschaft ab. Legt man Kugeln zu einem Oktaeder, indem man Quadrate übereinanderlegt, deren Seitenlängen von oben nach unten jeweils um eins zunehmen und nach Erreichen der Kantenlänge {\displaystyle n} jeweils um eins abnehmen, dann entspricht die Anzahl der Kugeln einer Oktaederzahl.
Dabei ist {\displaystyle n} die Anzahl dieser Quadrate mit der Kantenlänge von eins bis {\displaystyle n} und damit auch die Anzahl der Kugeln, die eine Kante des Oktaeders bilden. Aufgrund dieser Verwandtschaft mit einer geometrischen Figur zählen die Oktaederzahlen zu den figurierten Zahlen, zu denen auch die Dreieckszahlen, Quadratzahlen und Tetraederzahlen gehören.

## Beziehungen zu anderen figurierten Zahlen

### Quadratische Pyramidalzahlen
Ein Oktaeder, der wie oben beschrieben aus Kugeln aufgebaut ist, lässt sich in zwei Pyramiden quadratischer Grundfläche zerlegen, wobei eine Pyramide mit der Kantenlänge {\displaystyle n-1} kopfüber unter einer Pyramide mit der Kantenlänge {\displaystyle n} liegt. Daher ist die {\displaystyle n}-te Oktaederzahl {\displaystyle O_{n}} die Summe von zwei aufeinanderfolgenden quadratischen Pyramidalzahlen:
{\displaystyle O_{n}=P_{n-1}+P_{n}}.

### Tetraederzahlen
Wenn {\displaystyle O_{n}} die {\displaystyle n}-te Oktaederzahl und {\displaystyle T_{n}} die {\displaystyle n}-te Tetraederzahl ist, dann ist
{\displaystyle O_{n}+4T_{n-1}=T_{2n-1}}.
Geometrisch lässt sich dieser Zusammenhang so darstellen: Wenn bei einem Oktaeder der Kantenlänge {\displaystyle n} an vier Seiten, die nicht nebeneinander liegen, jeweils ein Tetraeder der Kantenlänge {\displaystyle n-1} „angeklebt“ wird, ergibt sich ein Tetraeder der Kantenlänge {\displaystyle 2n-1}.
Eine andere Relation ergibt sich aus der Tatsache, dass sich ein Oktaeder in vier (verzerrte) Tetraeder zerlegen lässt, die jeweils an zwei Flächen aneinanderstoßen:
{\displaystyle O_{n}=T_{n}+2T_{n-1}+T_{n-2}}.
Diese Zerlegung lässt sich auch so darstellen, dass der Oktaeder zunächst wie oben beschrieben in zwei Pyramiden quadratischer Grundfläche mit den Kantenlängen {\displaystyle n} und {\displaystyle n-1} zerlegt wird und dann jede dieser Pyramiden wiederum in zwei (verzerrte) Tetraeder zerlegt wird: Die Pyramide mit der Kantenlänge {\displaystyle n} wird in Tetraeder mit den Kantenlängen {\displaystyle n} und {\displaystyle n-1} zerlegt, die Pyramide mit der Kantenlänge {\displaystyle n-1} wird in Tetraeder mit den Kantenlängen {\displaystyle n-1} und {\displaystyle n-2} zerlegt.

### Kubikzahlen
Wenn zwei Tetraeder der Kantenlänge {\displaystyle n-1} an gegenüberliegende Seiten eines Oktaeders mit der Kantenlänge {\displaystyle n} „angeklebt“ werden, ergibt sich ein Rhomboeder. Ein Rhomboeder kann als verzerrter Würfel betrachtet werden, die Anzahl der Kugeln in einem solchen Rhomboeder ist also eine Kubikzahl und es gilt
{\displaystyle O_{n}+2T_{n-1}=n^{3}}.

### Zentrierte Quadratzahlen

Quadratische Pyramiden, bei denen die Anzahl von Würfeln in jeder Ebene eine zentrierte Quadratzahl ist. Die Gesamtzahl von Würfeln in jeder Pyramide ist eine Oktaederzahl.

Die Differenz zweier aufeinanderfolgender Oktaederzahlen ist eine zentrierte Quadratzahl:
{\displaystyle O_{n}-O_{n-1}=C_{4,n}=n^{2}+(n-1)^{2}}.
Eine Oktaederzahl ist also auch die Anzahl von Kugeln in einer Pyramide aus zentrierten Quadraten; daher nannte Francesco Maurolico in seinem Buch Arithmeticorum libri duo (1575) diese Zahlen „pyramides quadratae secundae“.
Die Anzahl von Kugeln in einem Oktaeder aus zentrierten Quadraten ist eine zentrierte Oktaederzahl. Sie ist die Summe zweier aufeinanderfolgender Oktaederzahlen und lässt sich nach der Formel
{\displaystyle O_{n}+O_{n-1}={\frac {(2n-1)(2n^{2}-2n+3)}{3}}}
berechnen. Diese ersten Zahlen dieser Folge sind
1, 7, 25, 63, 129, 231, 377, 575, 833, 1159, 1561, 2047, 2625, … (Folge A001845 in OEIS)

## Oktaederwurzel
Die Anzahl der Kugeln, die eine Kante des Oktaeders bilden, kann auf folgende Weise bei gegebener Oktaederzahl ermittelt werden:
{\displaystyle n={\tfrac {1}{3}}{\sqrt {6}}\sinh[{\tfrac {1}{3}}\operatorname {arsinh} ({\tfrac {9}{2}}{\sqrt {6}}\,O_{n})]}
{\displaystyle n={\tfrac {1}{6}}{\sqrt {3}}({\sqrt[{3}]{{\sqrt {972\,O_{n}^{2}+8}}+18{\sqrt {3}}\,O_{n}}}-{\sqrt[{3}]{{\sqrt {972\,O_{n}^{2}+8}}-18{\sqrt {3}}\,O_{n}}})}

## Erzeugende Funktion
Die Funktion
{\displaystyle {\frac {x(x+1)^{2}}{(x-1)^{4}}}=1x+6x^{2}+19x^{3}+\cdots }
enthält in ihrer Reihenentwicklung (rechte Seite der Gleichung) jeweils die {\displaystyle n}-te Oktaederzahl als Koeffizient zu {\displaystyle x^{n}}. Sie wird deshalb erzeugende Funktion der Oktaederzahl genannt.

## Unendliche Summen
Die unendliche Summe der Kehrwerte von den Quadraten der Oktaederzahlen ist elementar darstellbar:
{\displaystyle \sum _{n=1}^{\infty }{\frac {1}{O_{n}^{2}}}={\frac {15\pi ^{2}}{4}}+{\frac {225}{8}}-{\biggl [}{\frac {3\pi }{2}}\coth {\biggl (}{\frac {{\sqrt {2}}\,\pi }{2}}{\biggr )}+{\frac {9{\sqrt {2}}}{4}}{\biggr ]}^{2}}
Dagegen kann die unendliche Summe der Kehrwerte von den ersten und dritten Potenzen nicht elementar dargestellt werden.
Die unendliche Summe der Kehrwerte der Oktaederzahlen nimmt den Wert 3γ + 3/2 ψ[1+2^(-1/2) i] + 3/2 ψ[1-2^(-1/2) i] an.
Hierbei steht γ für die Mascheroni-Konstante und ψ für die Digamma-Funktion, die Ableitung des Logarithmus naturalis der Gammafunktion.